# ديريك جونز (لاعب كرة قدم)
ديريك جونز (بالإنجليزية: Derrick Jones)‏ (3 مارس 1997 في غانا - ) هو لاعب كرة قدم غاني في مركز الوسط. لعب مع فيلادلفيا يونيون.

## وصلات خارجية
- ديريك جونز (لاعب كرة قدم) على موقع الدوري الأمريكي (الإنجليزية)
- ديريك جونز (لاعب كرة قدم) على موقع قاعدة بيانات كرة القدم.إي يو (الإنجليزية)
- ديريك جونز (لاعب كرة قدم) على موقع Soccerway.com (الإنجليزية)